# Rollstuhlbasketball

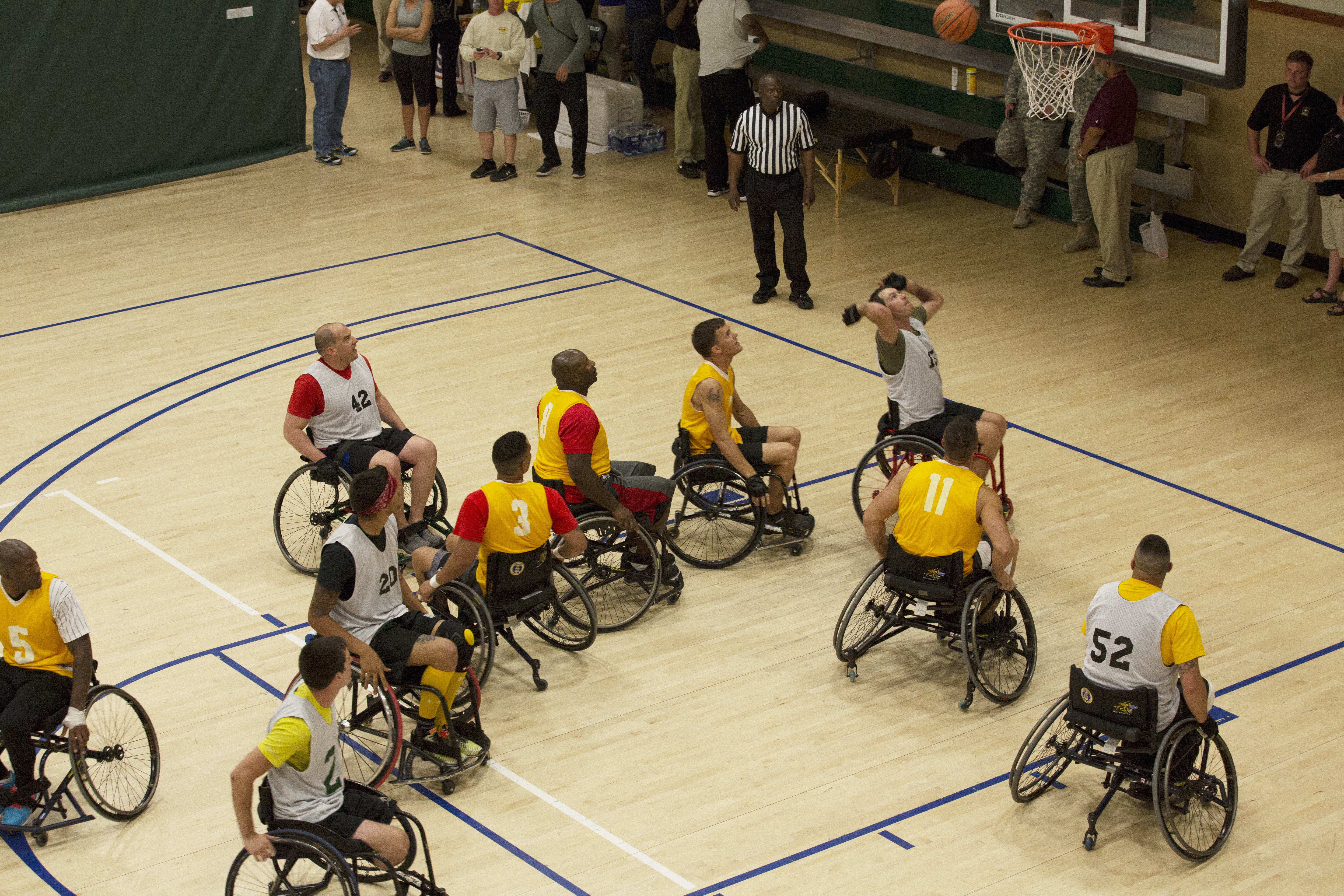
2015 Army Trials

Rollstuhlbasketball ist eine Behindertensportart und Disziplin der Paralympics. Neben Menschen mit körperlicher Behinderung dürfen in nationalen Wettbewerben auch Nichtbehinderte mitspielen. Die Regeln sind die des klassischen Basketballs; sie wurden nur in einzelnen Punkten an die Anforderungen des Rollstuhlgebrauchs angepasst. Als einer der wichtigsten ist hier das Klassifizierungssystem zu nennen, das einen Ausgleich zwischen Spielern mit unterschiedlich starken Behinderungen herstellt.

## Spielbeschreibung
Gespielt wird auf einem gewöhnlichen Basketballspielfeld mit normaler Korbhöhe von 3,05 m.

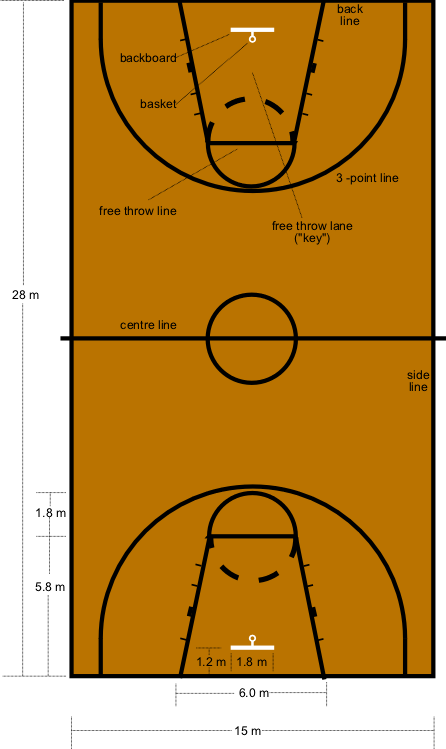
Basketballfeld

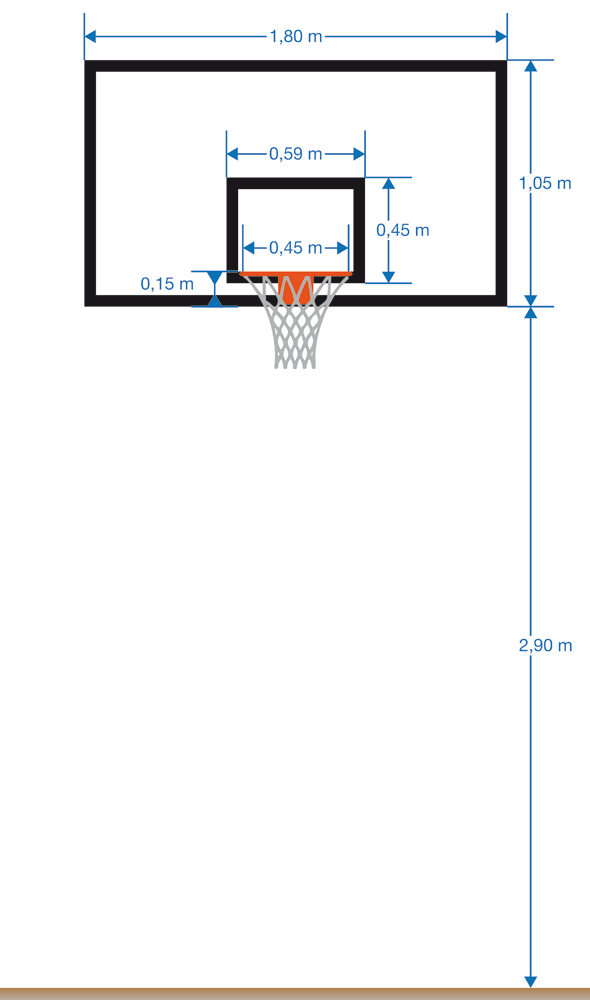
Abmessungen des Bretts

Jedes Team besteht aus fünf Feld- und bis zu sieben Ersatzspielern. Gespielt wird 4 × 10 Minuten. Nach dem ersten und dritten Viertel wird eine zweiminütige, nach dem zweiten Viertel eine fünfzehnminütige Pause eingelegt. Herrscht nach dem vierten Viertel Punktgleichheit, wird eine Verlängerung von fünf Minuten eingelegt. Dies wird gegebenenfalls bis zur Entscheidung des Spiels wiederholt.
Ziel des Spieles ist es, durch Treffen des Korbes mit dem Spielball die meisten Punkte zu erzielen. Die Treffer werden dabei folgendermaßen gewertet:
- Ein Treffer bei einem Freiwurf (einer Strafe für Fouls) zählt einen (1) Punkt.
- Ein Treffer von innerhalb der Dreipunktelinie zählt zwei (2) Punkte.
- Ein Treffer von außerhalb der Dreipunktelinie zählt drei (3) Punkte.

Der Standort des Spielers wird jeweils durch die großen Hinterräder definiert.
Jedes Team hat jeweils 24 Sekunden Zeit, einen Korbwurfversuch zu unternehmen. Gelingt es innerhalb dieser Zeit nicht, einen Wurf auszuführen, bei dem der Ball zumindest den Ring berührt, dann geht der Ballbesitz an die gegnerische Partei über.
Wie im Fußgängerbasketball müssen die Spieler auch beim Rollstuhlbasketball dribbeln, wenn sie Kontrolle über den Ball haben. Zieht der Spieler mit Ball mehr als zweimal an seinen Greifringen, ohne zu dribbeln, dann ist dies ein „Schubfehler“ (äquivalent zum Schrittfehler).
Außerdem ist es den Spielern nicht erlaubt, während des Spieles die Spielfläche mit ihren Füßen zu berühren. Der Ball muss binnen 8 Sekunden aus der eigenen in die gegnerische Feldhälfte gebracht werden, und auch die 3-Sekunden-Regel (jeder Spieler darf nicht länger als 3 Sekunden in der rechteckigen markierten "Zone" um den gegnerischen Korb bleiben, während seine Mannschaft Ballkontrolle hat) gilt wie beim herkömmlichen Basketball. Ausnahme ist, wenn ein Spieler in der Zone in einer Wurfbewegung ist bzw. die Hände mit Ball oben hat. Auch wenn man wegen Behinderung durch andere Spieler nicht aus der Zone fahren kann, gibt es normalerweise keine drei Sekunden.
Bei den Fouls gibt es ebenfalls nur einen offensichtlichen Unterschied: Der Rollstuhl ist wie ein Teil des Körpers. Nach dem 5. Foul, bzw. dem 2. unsportlichen Foul, hat sich ein Spieler „ausgefoult“, das heißt, dass er am laufenden Spiel nicht mehr teilnehmen darf. Es ist nicht jeder Kontakt mit Rollstuhl oder Körper des Gegners untersagt, jedoch darf nicht, wie beim Rollstuhlrugby, durch Kontakt gehalten oder weggestoßen werden. Allerdings nimmt ein Rollstuhl einen größeren Raum auf dem Feld ein als ein auf seinen Beinen stehender Spieler. Das macht es schwieriger, einen Weg um einen gegnerischen Spieler herum oder zwischen mehreren Spielern hindurch zu nehmen. Hierdurch ergeben sich mehr taktische Möglichkeiten, aber auch Erfordernisse als beim "Fußgänger"-Basketball.

## Funktionale Klassifizierung
Die funktionale Klassifizierung der Spieler schafft einen Ausgleich zwischen Menschen mit unterschiedlich starker Behinderung und sorgt dafür, dass auch schwerer behinderte Menschen eingesetzt werden. Je nach Behinderungsgrad wird ein Spieler in eine von acht Stufen eingeteilt. Die Bewertung richtet sich nach der Fähigkeit, bestimmte Bewegungen auszuführen. Die Unterteilung erfolgt in 0,5-Punkte-Schritten. Die niedrigste Punktzahl und damit höchste Behinderungsstufe stellt die 1,0 dar. Gänzlich unbehinderte Spieler oder solche mit einer minimalen Behinderung, die sich im Rollstuhlbasketball nicht auswirkt, werden mit 4,5 bewertet. Die fünf Spieler eines Teams auf dem Feld dürfen zusammen nie mehr als 14 Punkte (in Deutschland und einigen anderen Ländern 14,5) haben. In den nationalen und europäischen Vereinswettbewerben wird geschlechtsoffen, also in "gemischten" Mannschaften, gespielt. Dabei erhält ein Team für jede auf dem Feld befindliche Frau einen Bonus von 1,5 Punkten auf das normale Limit. Ähnliche Boni gibt es für Jugendliche und Anfänger. In der 1. Bundesliga gilt aber eine absolute Obergrenze von 17,5 Punkten. Außerdem dürfen generell höchstens zwei Nichtbehinderte auf dem Feld sein.
1-Punkte-Spieler können die Beine nicht bewegen und nur geringe oder gar keine Rumpfkontrolle ausüben. Die Sitzbalance ist sowohl vorwärts als auch seitwärts deutlich behindert, und diese Spieler benutzen die Arme, um in eine aufrechte Position zurückzukehren, wenn sie die Balance verloren haben, was in Kontaktsituationen häufig geschieht. Die Spieler rebounden in der Regel über dem Kopf mit einer Hand.
2-Punkte-Spieler besitzen in der Regel keine Beinfunktionen, verfügen aber teilweise über eine Rumpfkontrolle nach vorne. Sie verfügen nicht über freie Seitwärtsbewegungen oder eine Torsion. Sie besitzen begrenzte Sitzstabilität in Kontaktsituationen, dabei greifen oft die Hände an den Rollstuhl oder an die Oberschenkel, um bei Kollision aufrecht zu bleiben.
3-Punkte-Spieler verfügen über gewisse Beinfunktionen und über normale Rumpffunktionen beim Beugen nach vorn bis zum Boden und beim Aufrichten sowie über etwas Rumpftorsion. Die Spieler haben keine gute Rumpfstabilität zur Seite; sie sitzen jedoch stabiler in Kontaktsituationen und können ohne Mühe mit beiden Händen über dem Kopf rebounden.
4-Punkte-Spieler besitzen normale Rumpffunktionen, aber aufgrund von gewissen Schwächen in den Beinfunktionen sind sie nicht in der Lage, nach beiden Seiten in gleicher Weise kontrollierte Rumpfbewegungen auszuführen. Sie sind stabil bei Rollstuhlkontakt und beim Rebound, mit normalen Vorwärts- und Torsionsbewegungen.
4,5-Punkte-Spieler sind die am wenigsten behinderten auf dem Spielfeld. Gewöhnlich besitzen sie nur geringe Einschränkungen an den Beinen oder eine einseitige Unterschenkel-Amputation. Ihnen sind normale Rumpfbewegungen in alle Richtungen möglich, und sie sind sehr stabil in allen Kontaktsituationen.
Es gibt Spieler, die nicht genau in eine der beschriebenen Kategorien des Klassifizierungssystems passen. In diesen Fällen kann der Klassifizierer einen halben Punkt zu einer bestimmten Klasse hinzufügen bzw. abziehen. Dadurch entstehen Spieler-Bewertungen von 1,5 Punkten, 2,5 und 3,5 Punkten.

## Geschichte
Rollstuhlbasketball wurde 1946 von ehemaligen Basketballspielern in den USA erfunden, die nach Kriegsverletzungen trotzdem ihren Sport fortführen wollten. Mittlerweile wird es in schätzungsweise 80 Ländern von über 25.000 behinderten (und z. T. nichtbehinderten) Männern und Frauen gespielt.
Die International Wheelchair Basketball Federation (IWBF) ist der internationale Dachverband. Seit 1993 ist dieser eine unabhängige Sportorganisation mit über 50 Mitgliedsstaaten. Rollstuhlbasketball ist seit den Paralympics in Rom 1960 paralympische Sportart.

## Internationale Wettbewerbe
Rollstuhlbasketball ist seit 1960 Bestandteil der Paralympischen Sommerspiele. Bei den ersten beiden Paralympics wurden die Medaillen noch in zwei verschiedenen Kategorien vergeben. Seit den Spielen von 1968 gibt es nur noch eine Kategorie. Die USA und Kanada gehörten traditionell zu den stärksten Teams. Deutschlands Herren konnten sich 1992 eine Silbermedaille erkämpfen. Seit 1970 bei den Herren und 1974 bei den Damen werden Europameisterschaften ausgetragen. Weltmeisterschaften finden seit 1973 bei den Herren und 1990 bei den Frauen statt. Die deutschen Frauen gehören beständig zur Weltspitze.

## Herren
| Jahr   | Gastgeber                       | Paralympics Männer | Paralympics Männer     | Paralympics Männer     | Paralympics Männer |
| Jahr   | Gastgeber                       | 1. Platz           | 2. Platz               | 3. Platz               |                    |
| ------ | ------------------------------- | ------------------ | ---------------------- | ---------------------- | ------------------ |
| 1960 A | Rom (Italien)                   | Vereinigte Staaten | Vereinigtes Königreich | Israel                 |                    |
| 1960 B | Rom (Italien)                   | Vereinigte Staaten | Niederlande            | Vereinigtes Königreich |                    |
| 1964 A | Tokyo (Japan)                   | Vereinigte Staaten | Vereinigtes Königreich | Israel                 |                    |
| 1964 B | Tokyo (Japan)                   | Vereinigte Staaten | Argentinien            | Israel                 |                    |
| 1968   | Tel Aviv (Israel)               | Israel             | Vereinigte Staaten     | Vereinigtes Königreich |                    |
| 1972   | Heidelberg (Deutschland)        | Vereinigte Staaten | Israel                 | Argentinien            |                    |
| 1976   | Toronto (Kanada)                | Vereinigte Staaten | Israel                 | Frankreich             |                    |
| 1980   | Arnhem (Niederlande)            | Israel             | Niederlande            | Vereinigte Staaten     |                    |
| 1984   | New York (USA)                  | Frankreich         | Niederlande            | Schweden               |                    |
| 1988   | Seoul (Südkorea)                | Vereinigte Staaten | Niederlande            | Frankreich             |                    |
| 1992   | Barcelona (Spanien)             | Niederlande        | Deutschland            | Frankreich             |                    |
| 1996   | Atlanta (USA)                   | Australien         | Vereinigtes Königreich | Vereinigte Staaten     |                    |
| 2000   | Sydney (Australien)             | Kanada             | Niederlande            | Vereinigte Staaten     |                    |
| 2004   | Athen (Griechenland)            | Kanada             | Australien             | Vereinigtes Königreich |                    |
| 2008   | Peking (China)                  | Australien         | Kanada                 | Vereinigtes Königreich |                    |
| 2012   | London (Vereinigtes Königreich) | Kanada             | Australien             | Vereinigte Staaten     |                    |
| 2016   | Rio de Janeiro (Brasilien)      | Vereinigte Staaten | Spanien                | Vereinigtes Königreich |                    |
| 2020   | Tokio (Japan)                   | Vereinigte Staaten | Japan                  | Vereinigtes Königreich |                    |
| 2024   | Paris (Frankreich)              | Vereinigte Staaten | Vereinigtes Königreich | Deutschland            |                    |

| #  | Land                   | Gold | Silber | Bronze |
| -- | ---------------------- | ---- | ------ | ------ |
| 1  | Vereinigte Staaten     | 10   | 1      | 4      |
| 2  | Kanada                 | 3    | 1      | 0      |
| 3  | Israel                 | 2    | 2      | 3      |
| 4  | Australien             | 2    | 2      | 0      |
| 5  | Niederlande            | 1    | 5      | 0      |
| 6  | Frankreich             | 1    | 0      | 3      |
| 7  | Vereinigtes Königreich | 0    | 4      | 6      |
| 8  | Argentinien            | 0    | 1      | 1      |
|    | Deutschland            | 0    | 1      | 1      |
| 10 | Spanien                | 0    | 1      | 0      |
|    | Japan                  | 0    | 1      | 0      |
| 12 | Schweden               | 0    | 0      | 1      |

## Frauen
Die Frauen spielen seit 1968 um paralympische Medaillen. Deutschland konnte 1980, 1984 und 2012 den Sieg holen. Dazu kommen noch vier zweite Plätze.
| Jahr | Gastgeber                       | Paralympics Frauen | Paralympics Frauen  | Paralympics Frauen  | Paralympics Frauen |
| Jahr | Gastgeber                       | 1. Platz           | 2. Platz            | 3. Platz            |                    |
| ---- | ------------------------------- | ------------------ | ------------------- | ------------------- | ------------------ |
| 1968 | Tel Aviv (Israel)               | Israel             | Argentinien         | Australien          |                    |
| 1972 | Heidelberg (Deutschland)        | Argentinien        | Jamaika             | Israel              |                    |
| 1976 | Toronto (Kanada)                | Israel             | Deutschland         | Argentinien         |                    |
| 1980 | Arnhem (Niederlande)            | Deutschland        | Israel              | Vereinigte Staaten  |                    |
| 1984 | New York (USA)                  | Deutschland        | Israel              | Japan               |                    |
| 1988 | Seoul (Südkorea)                | Vereinigte Staaten | Deutschland         | Niederlande         |                    |
| 1992 | Barcelona (Spanien)             | Kanada             | Vereinigte Staaten  | Niederlande         |                    |
| 1996 | Atlanta (USA)                   | Kanada             | Niederlande         | Vereinigte Staaten  |                    |
| 2000 | Sydney (Australien)             | Kanada             | Australien          | Japan               |                    |
| 2004 | Athen (Griechenland)            | Vereinigte Staaten | Australien          | Kanada              |                    |
| 2008 | Peking (China)                  | Vereinigte Staaten | Deutschland         | Australien          |                    |
| 2012 | London (Vereinigtes Königreich) | Deutschland        | Australien          | Niederlande         |                    |
| 2016 | Rio de Janeiro (Brasilien)      | Vereinigte Staaten | Deutschland         | Niederlande         |                    |
| 2020 | Tokio (Japan)                   | Niederlande        | Volksrepublik China | Vereinigte Staaten  |                    |
| 2024 | Paris (Frankreich)              | Niederlande        | Vereinigte Staaten  | Volksrepublik China |                    |

| #  | Land                | Gold | Silber | Bronze |
| -- | ------------------- | ---- | ------ | ------ |
| 1  | Vereinigte Staaten  | 4    | 2      | 3      |
| 2  | Deutschland         | 3    | 4      | 0      |
| 3  | Kanada              | 3    | 0      | 1      |
| 4  | Israel              | 2    | 2      | 1      |
| 5  | Niederlande         | 2    | 1      | 4      |
| 6  | Argentinien         | 1    | 1      | 1      |
| 7  | Australien          | 0    | 3      | 2      |
| 8  | Jamaika             | 0    | 1      | 0      |
| 9  | Japan               | 0    | 0      | 2      |
| 10 | Volksrepublik China | 0    | 0      | 2      |

Im Vierjahres-Turnus spielt die IWBF die Weltmeisterschaften im Rollstuhlbasketball aus. 2014 fanden die Weltmeisterschaften in Incheon/Süd-Korea (Herren) und Toronto (Damen) statt, die bisher letzten Weltmeisterschaften fanden vom 16. bis 26. August 2018 gemeinsam in der Inselpark-/Edel-Optics-Arena zu Hamburg-Wilhelmsburg statt. Weltmeister wurden Großbritannien (Herren) und die Niederlande (Damen). Die deutschen Damen erkämpften die Bronzemedaillen. Die nächsten WM werden 2022 in Dubai und 2026 in Ottawa ausgetragen.
Seit 1970 (Herren) bzw. 1987 (Damen) veranstaltet die IWBF Europe Europameisterschaften im Rollstuhlbasketball. Sie finden derzeit in jedem ungeraden Jahr statt und sind gleichzeitig Qualifikationsturniere für die jeweiligen Folgejahr stattfindenden Paralympischen Spiele bzw. Weltmeisterschaften. 2007 wurde die Europameisterschaft vom 23. August bis zum 2. September in Deutschland ausgetragen, Spielstätte war die Rittal-Arena in Wetzlar. 2013 war erneut Hessen der Gastgeber, diesmal die Main-Metropole Frankfurt mit ihrer Eissporthalle.
Seit 1994 trägt die IWBF B- (seit 1994) und C-Europameisterschaften (seit 2001) für Herren-Nationalmannschaften als Qualifikationsturniere für die jeweils nächsthöhere Leistungsgruppe durch. Seit 1999 gibt es auch eine Europameisterschaft der U22-Junioren. Seit 2010 gibt es zusätzlich ein Turnier für U25-Juniorinnen.
Die erfolgreichsten Nationalmannschaften auf europäischer Ebene sind die französische Herren-Nationalmannschaft mit 7 EM-Titeln und die deutsche Damen-Nationalmannschaft mit 10 EM-Titeln.
Amtierende Europameister (2019) sind die Weltmeister Großbritannien (Herren; Austragungsorte Walbrzych und Swiebodzice in Schlesien, Polen) und die Niederlande (Damen; Rotterdam).

## Internationale Vereinswettbewerbe
Die IWBF Europe veranstaltet drei Hauptwettbewerbe für Vereinsmannschaften: Den Champions-Cup (seit 1976), den André-Vergauwen-Cup (seit 1986) und den Willi-Brinkmann-Cup (seit 1997). Die Zuteilung der Startplätze pro Nation für diese Wettbewerbe ermisst sich aus einer Dreijahres-Nationswertung dieser Pokalwettbewerbe sowie dem Nationsranking der IWBF Europe.
Alle drei Wettbewerbe werden in Turnierform mit jeweils drei Vorrundengruppen und einem Endrundenturnier ausgetragen.
Die erfolgreichste Mannschaft ist der RSV Lahn-Dill als Weltpokalsieger, Vize-Weltpokalsieger, siebenmaliger Champions-Cup-Gewinner, Vize-Champions-Cup-Sieger, WBC-Europapokalsieger (Willi-Brinkmann-Cup), 13-maliger Deutscher Meister und 14-maliger Deutscher Pokalsieger (davon zehnmal das Double aus Meisterschaft und Pokal).
Eine weitere Top-Vereinsmannschaft Europas ist der BC Verkerk Zwijndrecht um den damaligen niederländischen Weltklassespieler Gert-Jan van der Linden (jetzt Coach des Damen-Weltmeisterteams), der zwischen 1991 und 1996 den Champions-Cup fünfmal gewann.
Vereinsmannschaften aus Deutschland und dem deutschsprachigen Raum nahmen mit großem Erfolg an allen drei Wettbewerben teil: Der RSV Lahn-Dill konnte bis 2021 den Champions-Cup siebenmal gewinnen. Das Team Thüringen gewann zweimal den Champions Cup und der RSC-Rollis Zwickau gewann 2004 und 2006 jeweils den André-Vergauwen-Cup. Weitere deutsche Teams konnten sich jeweils einmal in die Siegerlisten eintragen: 1991 errang die BSG Duisburg als erste deutsche Mannschaft diesen Cup, 1992 gewann der UBC Münster, 1999 der ASV Bonn den André-Vergauwen-Cup. Den Willi-Brinkmann-Cup holten der ASV Bonn (2009), der RSV Lahn-Dill (2002) und die SG Heidelberg-Kirchheim (2001) je einmal nach Deutschland.
Als erstes Team aus der Schweiz konnten 2005 die Pilatus Dragons den Willi-Brinkmann-Cup gewinnen. Die beste Platzierung eines österreichischen Teams erreichte der RSV Salzburg mit einem fünften Rang im Champions-Cup. Die bekannteste türkische Mannschaft Galatasaray Istanbul gewann 2011 zum dritten Mal den IWBF-Champions-Cup.